# Бобылёво (Новгородская область)
Бобылёво — деревня в Окуловском муниципальном районе Новгородской области, относится к Кулотинскому городскому поселению.

## География
Деревня расположена в 2 км к востоку от города Окуловка, и в 4 км к югу от посёлка Кулотино.
В 350 метрах к северо-востоку от деревни Бобылёво находится деревня Опечек.
В 350 метрах к западу от деревни Бобылёво проходит ж/д линия Окуловка — Неболчи, проложенная при обороне Ленинграда во время Великой Отечественной войны в 1941 году.

## Население
| 2010 |
| ---- |
| 9    |

## История
В XV—XVII веках деревня Бобылёво относилась к Полищском погосту Деревской пятины Новгородской земли.
В 1460—1470-х, на закате Новгородской республики, деревней владел знатный новгородский боярин Василий Никифоров; в 1480-х — его тесть, знатный московский боярин Василий Захарьевич Ляцкий; а в 1495 — Иван Васильевич Ляцкий.
В 1776—1792, 1802—1918 деревня Бобылёво находилась в Крестецком уезде Новгородской губернии. С начала XIX века — в образованной Заозерской волости Крестецкого уезда с центром в деревне Заозерье.
Отмечена на специальной карте 1826—1840 годов.
В 1908 в Бобылёво было 37 дворов и 58 домов с населением 196 человек.
Деревня Бобылёво относилась к Полищенскому сельсовету.

## Транспорт и связь
На линии Окуловка — Неболочи курсирует пригородный поезд раз в неделю туда и обратно в тот же день, остановка на ближайшей платформе 8 км — только по требованию. Ближайшие станции расположены в Кулотино и Окуловке.
Деревня расположена на Старокулотинской трассе. Ближайшая автобусная остановка находится на трассе Окуловка — Боровичи в 2,5 км к югу от деревни. Другой ближайший автобус есть в посёлке Кулотино.
В Бобылёво работают все операторы федеральной пятёрки, так же есть таксофон, установленный компанией Ростелеком, на который можно даже звонить. Проводной широкополосный интернет отсутствует, но благодаря наличию ретранслятора МТС доступен мобильный интернет, в том числе и по технологии 4G LTE.

## Достопримечательности
Неподалёку от деревни расположен памятник природы «Опеченские горы»